# Andrea Tafi (cyclisme)
Pour les articles homonymes, voir Andrea Tafi.

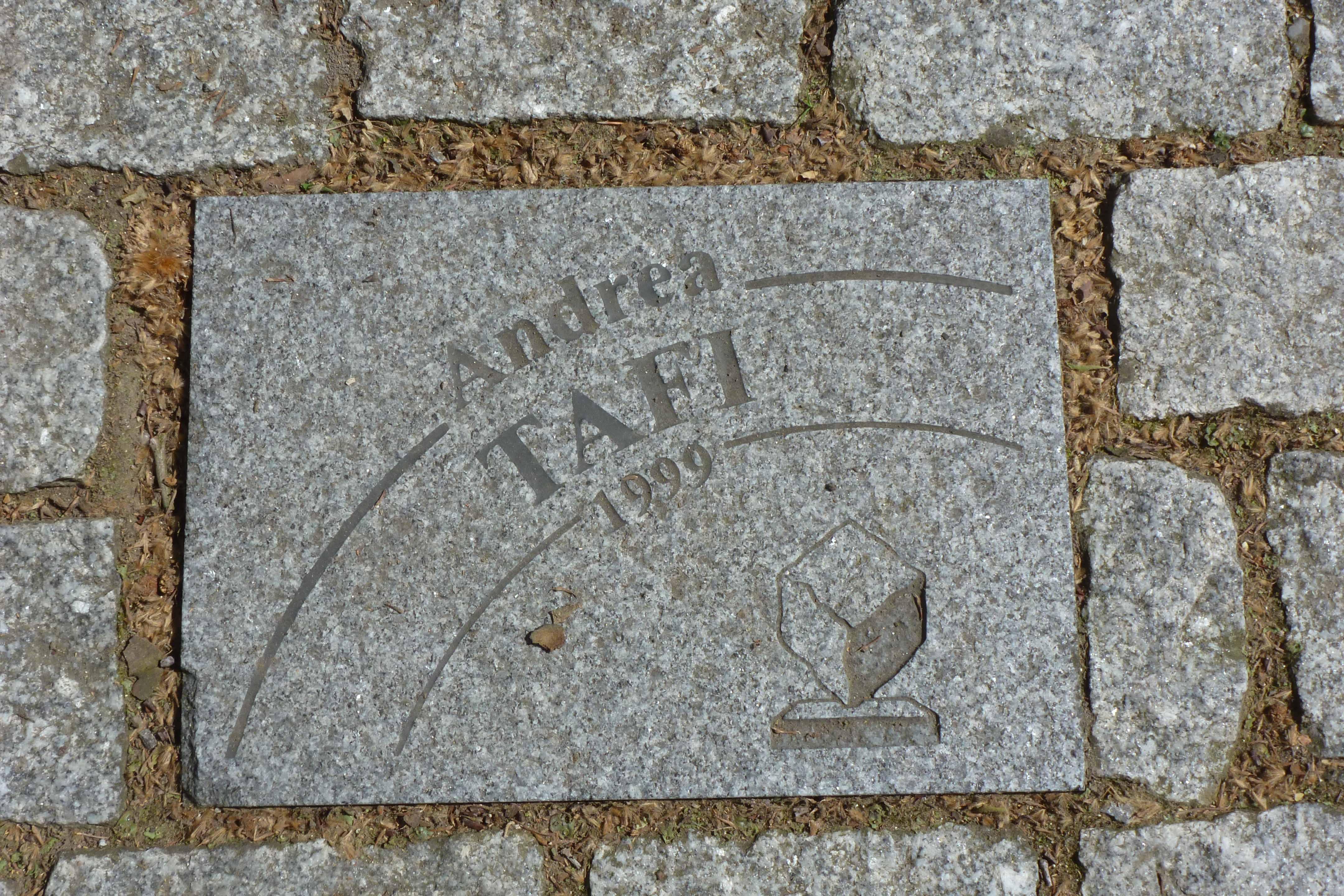
Pavé en l'honneur de sa victoire à Paris-Roubaix en 1999.

Andrea Tafi (né le 7 mai 1966 à Fucecchio, Toscane) est un coureur cycliste italien. Professionnel de 1989 à 2005, il est pendant sa carrière un spécialiste des courses d'un jour. Il est le seul italien à compter à son palmarès les deux plus grandes courses pavées, Paris-Roubaix (victoire en 1999) et le Tour des Flandres (en 2002). Il a également remporté une autre classique « Monument » avec le Tour de Lombardie 1996, ainsi que le championnat d'Italie sur route en 1998 et Paris-Tours en 2000.

## Biographie
En 1976, Andrea Tafi commence à faire du vélo à l'école primaire, lorsqu'un camarade de classe l'invite à courir avec lui. Il parvient difficilement à convaincre ses parents de le laisser pratiquer ce sport. Il participe à ses premières courses par plaisir, sans se soucier des résultats. Dans les catégories de jeunes, il ne gagne pas beaucoup d'épreuves et ne semble pas destiné à une brillante carrière. En tant qu'amateur, les résultats s'améliorent et il remporte notamment une étape du Tour d'Italie amateurs et le Gran Premio Industria del Cuoio e delle Pelli.
Il passe professionnel à la fin de la saison 1988 grâce à Gianni Savio qui le recrute dans son équipe. Il gagne dès sa première année une étape du Tour de Murcie et du Tour de Luxembourg, mais se révèle véritablement lors de sa victoire en 1991 lors du Tour du Latium, une classique importante du calendrier italien et international.
Au cours des années 1992 et 1993, il court avec les Carrera Jeans de Claudio Chiappucci, Stephen Roche et Guido Bontempi et, même s'il n'obtient pas de succès, il parvient à accumuler de l'expérience.
En 1994, il rejoint Mapei, une équipe italienne avec laquelle il restera neuf saisons aux côtés de grands champions tels que Franco Ballerini, Michele Bartoli, Johan Museeuw et Paolo Bettini. Il participe au Tour d'Italie en 1995 en aidant son leader Tony Rominger à remporter la course. Lors d'un contre-la-montre, il est frappé dans une montée par un spectateur, mais parvient à  terminer l'épreuve. Au cours de cette période, il a remporté vingt-deux courses, dont le championnat d'Italie sur route en 1998 et six classiques : le Tour de Lombardie et Paris-Bruxelles en 1996, la Rochester International Classic en 1997, Paris-Roubaix en 1999, Paris-Tours en 2000 (à l'issue d'une échappée, déjouant ainsi les équipes de sprinteurs) et le Tour des Flandres en 2002. Lors de cette dernière victoire, il est échappé dans le final avec Johan Museeuw, Peter van Petegem et son coéquipier Daniele Nardello. Il attaque, profitant d’une hésitation entre les deux coureurs locaux Museeuw et van Petegem, pour remporter la victoire en solitaire.
Son nom est lié avant tout à Paris-Roubaix où, avec son triomphe en 1999, il compte également une troisième place en 1996 (lors du triplé de la Mapei) et une deuxième place en 1998. Ses performances lui ont valu des sélections pour les championnats du monde de 1996, 1998 et 1999.
Fin 2002, Mapei abandonne le cyclisme et Tafi signe en 2003 avec l'équipe danoise CSC. Mais à 36 ans, il vit une saison difficile, l'environnement et les idées sont très différents de ceux des équipes italiennes. Il ne parvient pas à s’acclimater et quitte l'équipe à la fin de la saison, pour revenir en Italie au sein de l'équipe Alessio-Bianchi. Toutefois, celle-ci arrête ses activités à la fin de l'année 2004.
L'année suivante, il court sa dernière saison avec l'équipe espagnole Saunier Duval-Prodir et fait ses adieux au monde de la course lors de Paris-Roubaix, où il est accueilli par des applaudissements sur le vélodrome de Roubaix, malgré sa 42e place.
En 2018, il annonce sa volonté de courir Paris-Roubaix une dernière fois en 2019, pour fêter les vingt ans de sa victoire. En novembre 2018, il est à nouveau inscrit au registre de l'UCI, redevenant un cycliste professionnel. À 52 ans, il ne trouve cependant pas d'équipe susceptible de l'engager. Par conséquent, il exprime le souhait de conduire au moins quelques minutes devant le peloton, sur quelques kilomètres. Mais en mars 2019, il se fracture la clavicule lors d’une course locale et annonce qu'il sera bien sur la course, mais en tant que spectateur.

## Dopage
En 2013, un rapport antidopage du Sénat français présente les résultats d'échantillons datant du Tour de France 1998 qui ont été ré-analysés en 2004. Tafi fait partie de la soixantaine de coureurs contrôlés positifs à l'EPO après la première étape,. Aucune sanction n'a été prise.

## Vie personnelle
Il est marié à Gloria Cei. Ils sont parents de deux enfants, Tommaso et Greta, nés respectivement en 1990 et 1996. Après s'être retiré du monde de la course, il se consacre à la gestion d'un agritourisme appelé Il Borghetto situé près de Lamporecchio, sur les collines toscanes. Les appartements de vacances y portent le nom des courses gagnées. 
Tafi fait également partie de la commission qui attribue le Giglio d'Oro, un prix international du cyclisme.

## Palmarès

### Palmarès amateur
- 1987
  - Circuit de Cesa
  - Gran Premio Industria del Cuoio e delle Pelli
  - Trophée Alvaro Bacci

### Palmarès professionnel
| - 1989 - 4e étape du Tour de Murcie - 5e étape du Tour de Luxembourg - 1990 - 2e et 4e étapes du Tour des Amériques - 2e étape du Kellogg's Tour - 3e de la Ruota d'Oro - 1991 - Tour du Latium - 1994 - Gran Premio Città di Rio Saliceto e Correggio - Grand Prix de Fourmies - 3e de la Coppa Bernocchi - 1995 - 3e du Grand Prix de l'industrie et du commerce de Prato - 3e du Trophée Matteotti - 3e du championnat d'Italie sur route - 1996 - Trophée Melinda - Paris-Bruxelles - Tour du Latium - Coppa Placci - Tour de Lombardie - 2e des Trois vallées varésines - 2e du Tour de Vénétie - 2e du Tour du Piémont - 3e de Paris-Roubaix - 4e de la Japan Cup - 4e de la Coupe du monde - 6e du championnat du monde sur route - 8e de la Leeds International Classic - 1997 - 3e et 8e étapes du Tour de Langkawi - Rochester International Classic - Grand Prix de Fourmies - Coppa Sabatini - 2e de l'Amstel Gold Race - 2e de la Japan Cup - 3e de Paris-Bruxelles - 3e de la Coupe du monde - 7e du Tour de Lombardie | - 1998 - Champion d´Italie sur route - 1re étape du Tour de Langkawi - Grand Prix de la ville de Camaiore - Tour du Latium - Coppa Agostoni - 2e de Paris-Roubaix - 3e de la Coupe du monde - 4e du Grand Prix de Suisse - 8e du Championnat du monde sur route - 10e du Tour de Lombardie - 1999 - Paris-Roubaix - Tour du Piémont - 2000 - Paris-Tours - 10e de Paris-Roubaix - 2001 - 1re étape du Tour de Burgos - 2e de Florence-Pistoia - 2002 - Tour des Flandres - 2003 - 5e de Paris-Roubaix |  |

## Résultats sur les grands tours

### Tour de France
6 participations
- 1993 : 128e
- 1995 : 39e
- 1996 : 45e
- 1997 : 57e
- 1998 : 42e
- 2002 : 106e

### Tour d'Italie
5 participations
- 1990 : abandon (11e étape)
- 1991 : non-partant (19e étape)
- 1993 : abandon (16e étape)
- 1995 : 35e
- 1999 : 80e

### Tour d'Espagne
3 participations
- 1992 : 98e
- 1999 : 29e
- 2000 : 74e